# Валья (Италия)
Валья (итал. Vaglia) — коммуна в Италии, располагается в регионе Тоскана, в провинции Флоренция.
Население составляет 5073 человека (2008 г.), плотность населения составляет 91 чел./км². Занимает площадь 56 км². Почтовый индекс — 50036. Телефонный код — 055.
Покровителем коммуны почитается святой апостол Пётр, празднование 29 июня.

## Демография
Динамика населения:

## Администрация коммуны
- Официальный сайт: http://www.comune.vaglia.fi.it/